# District d'Anjozorobe
Anjozorobe est un district de Madagascar, situé dans la partie nord-est de la province d'Antananarivo, dans la région d'Analamanga. Son chef-lieu est Anjozorobe.

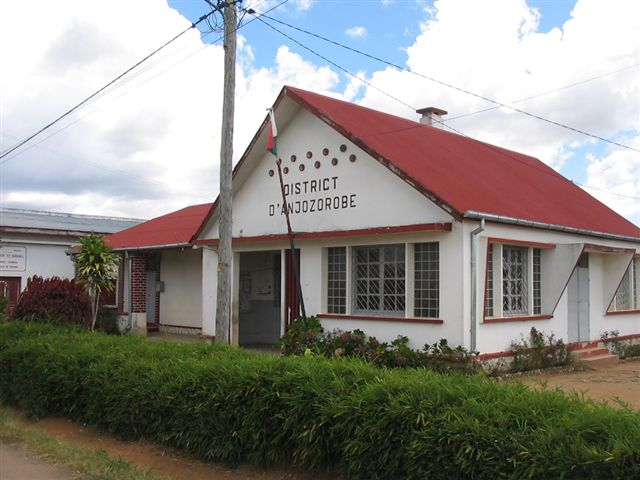
Bureau de la sous préfecture d'Anjozorobe.jpg

Le district est constitué de dix neuf communes (Kaominina) rurales et urbaines sur une superficie de 3 714 km2 pour une population de 236 729 habitants en 2020.

## Structure de la population
| Genre        | Masculin | Femelle |
| ------------ | -------- | ------- |
|              | 114299   | 111959  |
| Urbanisation | Urbain   | Rural   |
|              | 24117    | 202141  |

## Liste des communes
Voici la liste des communes du district d'Anjozorobe:
- Alakamisy
- Ambatomanoina
- Amboasary
- Ambohibary
- Ambohimanarina Marovazaha
- Ambohimirary
- Ambongamarina
- Amparatanjona
- Analaroa
- Androvakely
- Anjozorobe
- Antanetibe
- Belanitra
- Beronono
- Betatao
- Mangamila
- Marotsipoy
- Tsarasoatra Andanona
- Andranomisa

## Routes
La ville est liée à Antananarivo par la Route Nationale 3.